# 大木咲絵子
大木 咲絵子（おおき さえこ、11月24日 - ）は、日本の女性声優。千葉県出身。大沢事務所所属。

## 人物
大沢事務所の同期に松田彩音がいる。
趣味は読書とゲーム実況視聴。

## 出演
太字はメインキャラクター。

### テレビアニメ
2021年
- 魔入りました!入間くん（ウォルターパーク入園者たち、客たち）

2022年
- CUE!（子供）
- トモダチゲーム（女子）
- 可愛いだけじゃない式守さん（女子生徒）
- ちみも（店員B）
- クールドジ男子（女子高生）
- クレヨンしんちゃん（園児B）
- マブラヴ オルタネイティヴ（伊隅やよい）

2023年
- 氷属性男子とクールな同僚女子
- アイドリッシュセブン Third BEAT!（女性客B）
- 東京ミュウミュウ にゅ〜♡（女子生徒）
- 無職転生 II 〜異世界行ったら本気だす〜（女生徒B）
- AYAKA -あやか-（住民B）
- ビックリメン（女子B）
- ラグナクリムゾン（街の人々、民間人たち）
- 柚木さんちの四兄弟。（小学生）
- 名探偵コナン（真田文）

2024年
- 魔法科高校の劣等生（千倉朝子）
- 花野井くんと恋の病（新入生）
- 新米オッサン冒険者、最強パーティに死ぬほど鍛えられて無敵になる。（試験官補佐、4240番）
- 夜桜さんちの大作戦（女性客）
- 2.5次元の誘惑（コスプレイヤーA）
- 小市民シリーズ（早田）
- カードファイト!! ヴァンガード Divinez（子供）
- 魔法使いになれなかった女の子の話（女子中学生）
- 村井の恋（客）
- カミエラビ
- Re:ゼロから始める異世界生活 3rd season（レグルスの妻）
- 神之塔 -Tower of God- 工房戦（テボ）
- 妖怪学校の先生はじめました!（アナウンサー）
- シャングリラ・フロンティア（NPC女性店主）

2025年
- ニートくノ一となぜか同棲はじめました（ネム、カップル女、メイド、にんにんメイド）
- ハニーレモンソーダ（菜摘）
- 紫雲寺家の子供たち（女子生徒）
- Summer Pockets
- 九龍ジェネリックロマンス（店員）
- 勇者パーティーを追放された白魔導師、Sランク冒険者に拾われる 〜この白魔導師が規格外すぎる〜（シーナ）
- まったく最近の探偵ときたら（翌檜のファン）

### 劇場アニメ
- 劇場総集編 SSSS.GRIDMAN（2023年）
- デッドデッドデーモンズデデデデデストラクション（2024年、平間凛[24]、黒騎士〈しょうしろう〉） - 前後章[一覧 1]

### Webアニメ
- タコピーの原罪（2025年、さつき[20]）

### ゲーム
- 白猫プロジェクト（2021年、サーシャ、フィーネ）
- アズールレーン（2022年、愛宕〈2代目〉、デュイスブルク）
- ハツリバーブ -HAZE REVERB-（2023年、轟雷）
- アイドルマスター シンデレラガールズ スターライトステージ（2023年 - 2024年、大石泉[25]）
- モンスターストライク（2024年、シャルスタ[26]、雛衣[27]）
- 東方LostWord（2024年、古明地こいし）
- D.C. Re:tune 〜ダ・カーポ〜 リチューン（2025年、鈴乃[28]）

### ドラマCD
- 教室を出たら俺のモノ（2023年、ひなとの母[29]）

### ラジオドラマ
- 青春アドベンチャー（NHK-FM）
  - 『天涯の砦』（2025年3月10日 - 28日）[30] - 佐久間風美 役

### オーディオブック
- 婚活マエストロ（2024年、安藤幸子[31]）

### デジタルコミック
- 無欲なボクの不貞行為（2023年、スタッフ女性2、スタッフ女性6、メイク[32]）

## ディスコグラフィ

### キャラクターソング
| 発売日        | 商品名                                                                    | 歌 | 楽曲                                     | 備考                                                                     |
| ------------- | ------------------------------------------------------------------------- | --- | ---------------------------------------- | ------------------------------------------------------------------------ |
| 2024年2月28日 | THE IDOLM@STER CINDERELLA MASTER パジャマジャマ ＆ この恋の解を答えなさい | THE IDOLM@STER CINDERELLA GIRLS Stage for Cinderella groupD BEST5!                                                 | 「この恋の解を答えなさい」               | ゲーム『アイドルマスター シンデレラガールズ スターライトステージ』関連曲 |
| 2024年2月28日 | THE IDOLM@STER CINDERELLA MASTER パジャマジャマ ＆ この恋の解を答えなさい | 大石泉（大木咲絵子）                                                                                               | 「お願い！シンデレラ（M@STER VERSION）」 | ゲーム『アイドルマスター シンデレラガールズ スターライトステージ』関連曲 |
| 2024年6月19日 | THE IDOLM@STER CINDERELLA GIRLS STARLIGHT MASTER HEART TICKER! 08 スバル  | 大石泉（大木咲絵子）、乙倉悠貴（中島由貴）、多田李衣菜（青木瑠璃子）、水本ゆかり（藤田茜）、神谷奈緒（松井恵理子） | 「スバル（M@STER VERSION）」             | ゲーム『アイドルマスター シンデレラガールズ スターライトステージ』関連曲 |
| 2024年6月19日 | THE IDOLM@STER CINDERELLA GIRLS STARLIGHT MASTER HEART TICKER! 08 スバル  | 大石泉（大木咲絵子）                                                                                               | 「スバル（M@STER VERSION）」             | ゲーム『アイドルマスター シンデレラガールズ スターライトステージ』関連曲 |

### シリーズ一覧
1. ↑  前章（2024年）、後章（2024年）

### ユニットメンバー
1. ↑  久川颯（長江里加）、高森藍子（金子有希）、夢見りあむ（星希成奏）、神崎蘭子（内田真礼）、大石泉（大木咲絵子）